# 盧凱尼河

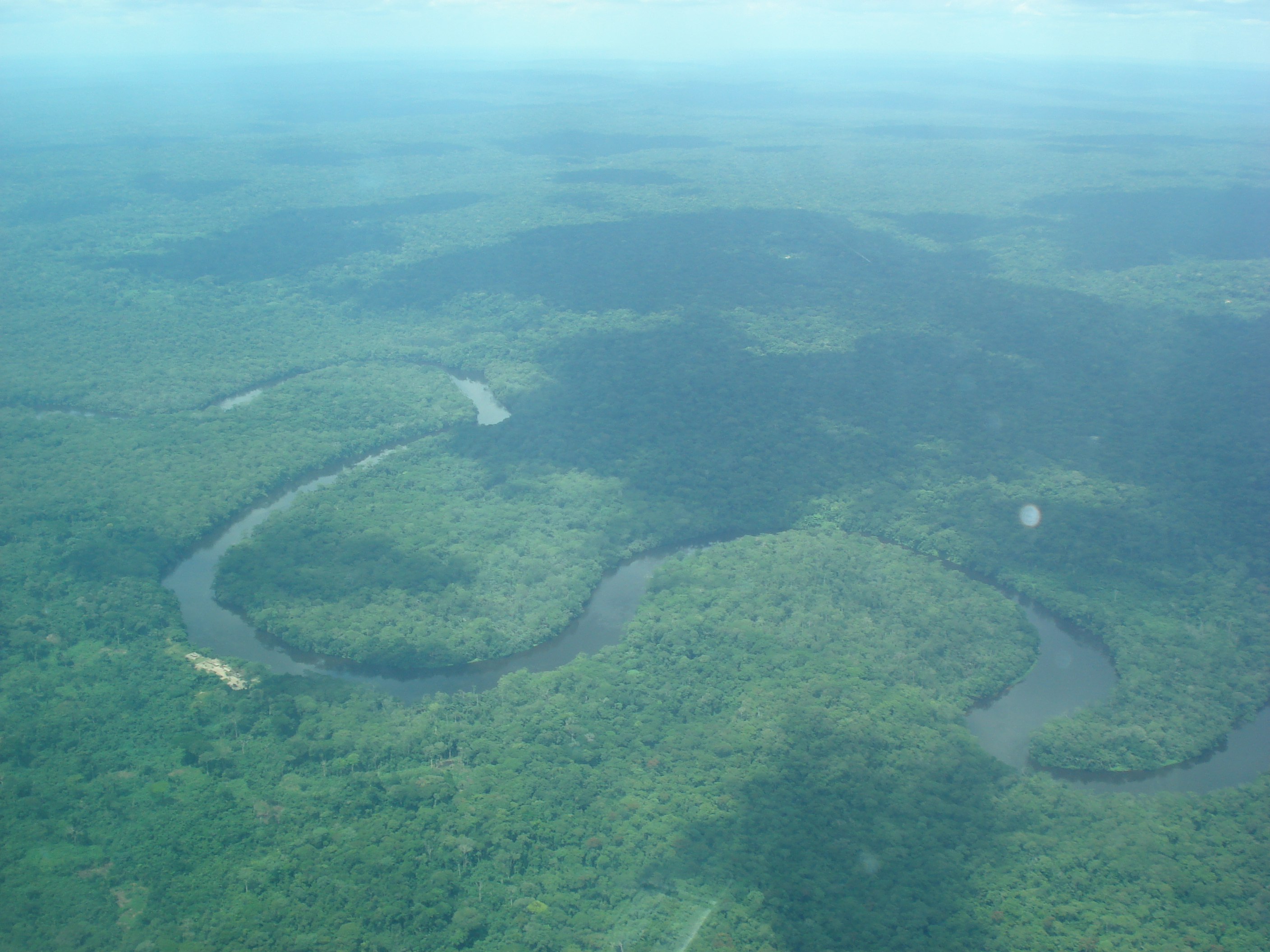
鳥瞰盧凱尼河

盧凱尼河（法語：Lukenie Rivière）是剛果民主共和國位於剛果盆地中部的河流，從金沙薩出發的駁船經剛果河、開賽河、菲米河和盧凱尼河抵達科萊，航程需時6至12星期。